# 小藤田正一
小藤田 正一（こふじた しょういち、1916年12月2日 - 没年不詳）は、日本の俳優、元子役である。本名は藤田 眞砂生（ふじた まさお）。武田正憲一座、河合武雄一座など、様々な新派劇の出演を経て、大正後期には井上正夫と共に松竹蒲田撮影所で活躍した名子役として知られる。

## 来歴・人物
1916年（大正5年）12月2日、東京都東京市本郷区湯島（現在の東京都文京区湯島）に生まれる。1955年（昭和30年）3月に発行された『キネマ旬報』には、生年は「大正五年一二月一五日」（1916年12月15日）である旨が記されている。
1920年（大正9年）、満4歳の時に子役として新劇俳優武田正憲一座に入り、同年9月に辰巳劇場で上演された舞台『嬰児殺し』で初舞台を踏む。続いて新派俳優木下吉之助一座に加わり、中央劇場など各座に出演、早くも名子役の評判をとる。1922年（大正11年）、当時国際活映角筈撮影所に所属していた新派俳優井上正夫に見出され、同年4月、井上と共に松竹蒲田撮影所に入社し、同年4月30日に公開された野村芳亭監督映画『地獄船』で映画デビューを果たす。この作品は、1921年（大正10年）1月21日に公開されたチャールズ・チャップリン主演映画『キッド』を映画監督伊藤大輔が翻案したものであり、これにより小藤田は「日本のジャッキー・クーガン "天才子役"」とうたわれる。また、同年5月1日に公開された牛原虚彦監督映画『孝女よしこ』では、7歳年上の子役久保田久雄と共演している。同年6月、井上と共に喜多村緑郎一座に合流、明治座で上演された舞台『悪魔の鞭』に出演。1923年（大正12年）3月には河合武雄一座に加わり、御国座で上演された舞台『陸奥物語』に出演し、その後は九州地方を中心に各地巡業に出るが、この間にも松竹映画蒲田撮影所製作のサイレント映画に数本出演している。同年に発行された『現代俳優名鑑』によれば、この当時は東京府東京市深川区深川亀住町（現在の江東区深川）に住み、この当時の身長は2尺8寸（約84.8センチメートル）であった。
1924年（大正13年）からは、松竹蒲田撮影所の子役に専念するようになり、同年3月14日に公開された小澤得二監督映画『虎と熊』など、主に喜劇映画を中心に多くの作品に出演。新派調の貧しい家の子供役を多く演じ、同所の子役高尾光子と共に子供のアイドルとなる。また、10代後半になってからは、1929年（昭和4年）4月13日に公開された小津安二郎監督映画『学生ロマンス 若き日』や1932年（昭和7年）6月3日に公開された同じく小津安二郎監督映画『大人の見る繪本 生れてはみたけれど』などで元気な小学生役や餓鬼大将役を演じたほか、松竹下加茂撮影所が製作した時代劇映画にも積極的に助演した。1928年（昭和3年）に発行された『日本映画俳優名鑑 昭和四年版』（映画世界社）など一部の資料によれば、東京府東京市本郷区本郷真砂町15番地（現在の東京都文京区本郷）、後に東京府東京市蒲田区新宿町101番地（後の東京都大田区新宿町、現在の東京都大田区蒲田辺り）、神奈川県鎌倉市材木座747番地に住み、身長は4尺1寸2分（約125.1センチメートル）、後に5尺1寸（約154.8センチメートル）となり、体重は9貫300匁（約34.9キログラム）、後に11貫300匁（約42.4キログラム）となるが、戦後は身長160.5センチメートル、体重54キログラムであったという。また、同書によると、趣味は映画鑑賞、スポーツで、お菓子、洋食が嗜好であるという旨が記されている。
しかし、1930年代後半になると、1929年（昭和4年）に映画デビューした突貫小僧の才気煥発な演技と人気の影に隠れがちとなり、1933年（昭和8年）4月1日に公開された成瀬巳喜男監督映画『君と別れて』など、以後は脇役・端役に回った。1943年（昭和18年）、戦局悪化のため松竹大船撮影所を一時退社して松竹演芸部に移籍するが、第二次世界大戦終結後の1946年（昭和21年）に復帰。戦中と変わらず脇役・端役を務めたのち、1953年（昭和28年）12月29日に公開された川島雄三監督映画『お嬢さん社長』に出演したのを最後に松竹を退社した。
1954年（昭和29年）4月7日、満37歳のとき、映画関係に顔が利くのを利用して、撮影所巡回で使用するのを目的に自動車ブローカーから借り受けていたシボレーを、他者に40万円で売却していたほか、同等の自動車詐欺を3件犯し、およそ150万円を騙し取ったとして、同年5月8日に共犯の無職の男性と共に逮捕される。その後、小藤田は間も無く芸能界に復帰しており、共同芸術協会に加入している。ところが、1964年（昭和39年）3月29日にTBSテレビが放映したテレビドラマ『隠密剣士』第6部第13話「忍者風摩小太郎」に出演して以降の出演作品が見当たらず、以後の消息は明らかになっていない。没年不詳。

## 出演作品

### 松竹蒲田撮影所

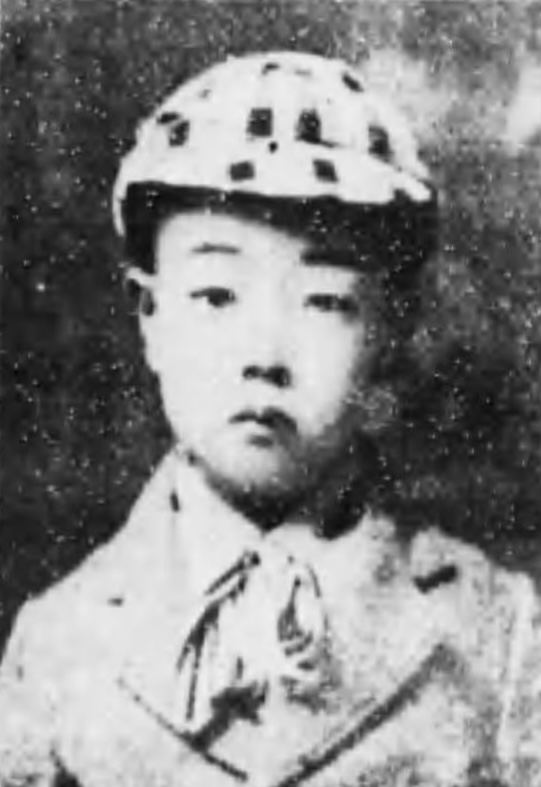
1923年の写真、満7歳。

特筆以外、全て製作は「松竹蒲田撮影所」、配給は「松竹」、特筆以外は全てサイレント映画である。
- 『地獄船』：監督野村芳亭、1922年4月30日公開
- 『孝女よし子』（『孝行女工』）：監督牛原虚彦、1922年5月1日公開
- 『遺品の軍刀』（『記念の軍刀』『遺品の軍刀 記念の軍刀』）：監督島津保次郎、1922年6月1日公開
- 『白鳥の死』：監督賀古残夢、1922年9月10日公開
- 『粉河寺』：監督池田義信、1922年10月21日公開
- 『夫として妻として』：監督野村芳亭、1922年11月10日公開
- 『復讐者』：監督賀古残夢、1922年11月30日公開
- 『小夜嵐』：監督大久保忠素、1922年12月30日公開
- 『マイフレンド』（『マイフレンド 第三篇 鼻のおぢさん』）：監督池田義信、1923年1月8日公開
- 『生命の花』：監督賀古残夢、1923年1月14日公開
- 『噫森訓導の死』：監督大久保忠素、1923年5月31日公開
- 『人性の愛』：監督牛原虚彦、1923年6月1日公開
- 『実説国定忠治 雁の群』：監督野村芳亭、1923年7月27日公開
- 『罪の扉』：監督島津保次郎、1923年8月31日公開
- 『虎と熊』：監督小沢得二、1924年3月14日公開
- 『感じの好い映画集《芋》』：監督小沢得二、1924年4月13日公開
- 『うなぎ』：監督大久保忠素、1924年5月1日公開
- 『二人の母』：監督牛原虚彦、1924年8月1日公開
- 『坊やの復讐』：監督牛原虚彦、1924年9月2日公開
- 『小唄集 第二篇 ストトン』：監督池田義信、1924年10月1日公開 - 伜清一
- 『少女の悩み』：監督蔦見丈夫、1924年10月30日公開
- 『がまぐち』：監督吉野二郎、1924年12月31日公開 - 主演
- 『小さき真珠』：監督安田憲邦、1925年7月1日公開 - 貧しき少年（主演）
- 『麻雀』：監督大久保忠素、1925年7月28日公開
- 『自然は裁く』：監督島津保次郎、1925年9月25日公開
- 『前代未聞の仇討』：監督蔦見丈夫、1925年10月30日公開
- 『征服者』：監督牛原虚彦、1925年12月1日公開
- 『当世玉手箱』：監督五所平之助、1925年12月17日公開
- 『正ちゃんの蒲田訪問』：監督蔦見丈夫、1925年12月31日公開 - 主演
- 『運命の子』：監督鈴木重吉、1926年3月26日公開 - 主演
- 『大楠公』：監督野村芳亭、製作松竹下加茂撮影所、1926年3月28日公開 - チビ八
- 『京子と倭文子』：監督清水宏、1926年4月22日公開 - 長男宗三
- 『広瀬中佐』：監督蔦見丈夫、1926年5月23日公開 - 長男修一
- 『万公』：監督島津保次郎、1926年6月15日公開
- 『国定忠次 落ち行く奥州路』：監督志波西果、製作阪東妻三郎プロダクション、1926年7月15日公開 - 勘助の遺児勘太郎
- 『帰らぬ笹笛』：監督五所平之助、1926年8月8日公開
- 『いとしの我子』：監督五所平之助、1926年9月21日公開
- 『清水次郎長伝 前後篇』：監督吉野二郎、1926年10月10日公開
- 『噫河野巡査』：監督斎藤寅次郎、1926年11月12日公開
- 『侠妓美弥吉』：監督重宗務、1926年12月11日公開 - その子新太郎
- 『九官鳥』：監督野村芳亭、1927年1月28日公開 - 三男三郎
- 『寂しき乱暴者』：監督五所平之助、1927年月日公開
- 『楽天家の孤児』：監督大久保忠素、1927年3月11日公開 - 主演
- 『吹雪の夜』：監督大久保忠素、1927年3月29日公開 - 主演
- 『父帰る』：監督野村芳亭、1927年3月29日公開 - 少年時代賢一郎
- 『からくり娘』：監督五所平之助、1927年6月15日公開 - その弟
- 『親孝行』：監督大久保忠素、1927年6月15日公開
- 『白虎隊』：監督野村芳亭、1927年6月25日公開
- 『先生と其娘』：監督佐々木恒次郎、1927年9月24日公開 - その弟次郎
- 『海浜の女王』：監督牛原虚彦、1927年9月30日公開 - 溺れる少年
- 『人生の涙』：監督清水宏、1927年11月26日公開 - 浮浪児孝吉
- 『死の凱旋』：監督丘虹二、1927年月日不明公開
- 『村の花嫁』：監督五所平之助、1928年1月27日公開 - 末弟正次
- 『故郷の空』：監督大久保忠素、1928年2月18日公開
- 『チンドン屋』：監督斎藤寅次郎、1928年2月25日公開
- 『美人かし間』：監督野村芳亭、1928年4月22日公開 - 黒田の孫
- 『恋愛二人行脚』：監督清水宏、1928年4月22日公開 - その娘・お君
- 『人の世の姿』：監督五所平之助、1928年6月26日公開
- 『妻君廃業』：監督大久保忠素、1928年8月24日公開
- 『彼と田園』：監督牛原虚彦、1928年8月24日公開
- 『春ひらく』：監督島津保次郎、1928年9月28日公開
- 『愛の行末』：監督池田義信、1928年10月5日公開
- 『輝く昭和』：監督島津保次郎、1928年11月17日公開 - その伜甚一
- 『さらば故郷よ』：監督重宗務、1928年12月11日公開
- 『美しき朋輩達』：監督清水宏、1928年12月20日公開 - 三吉（主演）
- 『晴れ行く空』：監督赤穂春雄、1928年月日不明公開
- 『森の鍛冶屋』：監督島津保次郎、1929年1月5日公開 - 二郎の少年時代
- 『越後獅子』：監督清水宏、1929年1月10日公開
- 『東京の魔術』：監督清水宏、1929年3月30日公開
- 『学生ロマンス 若き日』：監督小津安二郎、1929年4月13日公開 - その息子勝二
- 『明け行く空』：監督斎藤寅次郎、1929年5月26日公開
- 『村の王者』：監督清水宏、1929年6月7日公開 - 吉公
- 『緑の朝』：監督野村芳亭、1929年7月19日公開
- 『美人は黒い』：監督島津保次郎、1929年8月23日公開 - 津川比左雄
- 『明日天気になあれ』（『明日天氣になぁれ』『明日天気になアれ』）：監督島津保次郎・西尾佳雄、共作シマヅプロダクション、1929年9月20日公開 - 喜一君（主演）
- 『不壊の白珠』：監督清水宏、1929年10月17日公開 - 長男広一郎
- 『会社員生活』：監督小津安二郎、1929年10月25日公開 - 長男
- 『母』：監督野村芳亭、1929年12月1日公開
- 『恋愛第一課』：監督清水宏、1929年12月31日公開 - 道子の弟
- 『純情』：監督成瀬巳喜男、1930年2月14日公開 - 啓一
- 『生きる力』：監督西尾佳雄、1930年2月公開
- 『進軍』：監督牛原虚彦、1930年3月7日公開 - 村の少年
- 『麗人』：監督島津保次郎、1930年4月26日公開 - 七郎の弟清丸
- 『微笑む人生』：監督五所平之助、1930年5月24日公開
- 『抱擁』：監督清水宏、1930年6月13日公開 - 道子の弟正一
- 『青春の血は躍る』：監督清水宏、1930年9月19日公開 - その弟新太郎
- 『女心を乱すまじ』：監督池田忠雄、1930年10月17日公開 - 弟信二
- 『若者よなぜ泣くか』：監督牛原虚彦、1930年11月15日公開 - 給士
- 『餓鬼大将』：監督清水宏、1931年1月15日公開 - 弟新二郎
- 『愛よ人類と共にあれ 前篇 日本篇』：監督島津保次郎、1931年4月17日公開 - 雄の幼時
- 『愛よ人類と共にあれ 後篇 米国篇』：監督島津保次郎、1931年4月17日公開 - 雄の幼時
- 『かがやく愛』：監督西尾佳雄・清水宏、1931年5月公開 - その子三吉
- 『涙の愛嬌者』：監督野村浩将、1931年7月31日公開 - 主演
- 『七つの海 前篇 処女篇』：監督清水宏、1931年12月23日公開 - 店員不二男
- 『七つの海 後篇 貞操篇』：監督清水宏、1932年2月11日公開 - 店員不二男
- 『大人の見る絵本 生れてはみたけれど』：監督小津安二郎、1932年6月3日公開 - 小僧
- 『君と別れて』：監督成瀬巳喜男、1933年4月1日公開 - 学生
- 『初陣』：監督冬島泰三、製作松竹下加茂撮影所、1933年11月1日公開 ※サウンド版
- 『恋愛修学旅行』：監督清水宏、1934年12月22日公開 - 弟一郎 ※サウンド版
- 『大学の若旦那 日本晴れ』：監督清水宏、1934年12月31日公開 - ラグビー選手
- 『春琴抄 お琴と佐助』：監督島津保次郎、1935年6月15日公開 - 店員B
- 『わたしのラバさん』：監督斎藤寅次郎、1936年1月10日公開 ※サウンド版
- 『車に積んだ宝物』：監督斎藤寅次郎、1936年1月30日公開 ※サウンド版

### 松竹大船撮影所
特筆以外、全て製作は「松竹大船撮影所」、配給は「松竹」、以降全てトーキーである。
- 『家族会議』：監督島津保次郎、1936年4月3日公開 - ボーイ
- 『男性対女性』：監督島津保次郎、1936年8月29日公開
- 『女人転心』：監督清水宏、1940年9月5日公開 - 技師助手木村
- 『舞台姿』：監督野村浩将、1940年11月16日公開
- 『父ありき』：監督小津安二郎、1942年4月1日公開 - 東北の工業生
- 『高原の月』：監督佐々木啓祐、配給映画配給社、1942年5月14日公開 - 村の少年新吉
- 『浅草の坊ちやん』：監督佐々木康、1947年4月22日公開 - 平助
- 『二連銃の鬼』：監督佐々木啓祐、1947年7月8日公開 - 蛸金
- 『銀座新地図』：監督瑞穂春海、1948年11月2日公開 - 中根
- 『シミキンの拳闘王』：監督佐々木啓祐、1948年12月30日公開 - 運転手
- 『シミキンのスポーツ王』：監督川島雄三、1949年3月29日公開 - 宣伝員、大声呼込壮夫（2役）
- 『醜聞』：監督黒澤明、1950年4月26日公開 - ビルのデンスケ
- 『シミキンの無敵競輪王』：監督斎藤寅次郎、製作・配給東宝、1950年5月20日公開
- 『東京キッド』：監督斎藤寅次郎、1950年9月9日公開 - 多吉
- 『カルメン故郷に帰る』：監督木下惠介、1951年3月21日公開
- 『初恋トンコ娘』：監督斎藤寅次郎、1951年4月20日公開 - 泥棒C
- 『白痴』：監督黒澤明、1951年5月23日公開
- 『天使も夢を見る』：監督川島雄三、1951年9月5日公開 - 服部只夫
- 『母の願い』：監督佐々木啓祐、1952年5月22日公開 - 辰
- 『愛情の決闘』：監督佐々木啓祐、1952年7月9日公開 - 喜市
- 『東京マダムと大阪夫人』：監督川島雄三、1953年10月7日公開 - 社員阿部
- 『お嬢さん社長』：監督川島雄三、1953年12月29日公開 - オウ氏
- 『壁あつき部屋』：監督小林正樹、製作新鋭プロダクション、1953年10月製作、1956年10月31日公開 - 支那人俘虜